# Go言語でつくるインタプリタ
『Go言語でつくるインタプリタ』は、go言語でmonkey言語のインタプリタを作りながら、プログラミング言語の構造について学ぶ本である。2018年6月発売。

## 使用言語
Go (プログラミング言語)とは、2009年にロバート・グリースマらが作った言語であり、プログラムの実行が速いことで知られる。

## 特徴
この本では、字句解析器や構文解析器、評価器（プログラムを実行するためのプログラム）を作りながら、プログラミング言語をどうやって作るのか学んでいく。

## monkey言語とは
monkey言語の特徴として、
1. C言語風の文法を持っている
2. クロージャがある
3. 変数束縛としてのletがある。

などがある。

## 派生
本書を参考にし、C#言語で作られたものや、pythonで作られたmonkey言語もある。